# 瓦斯山
47°20′10″N 8°38′28″E / 47.33611°N 8.64111°E

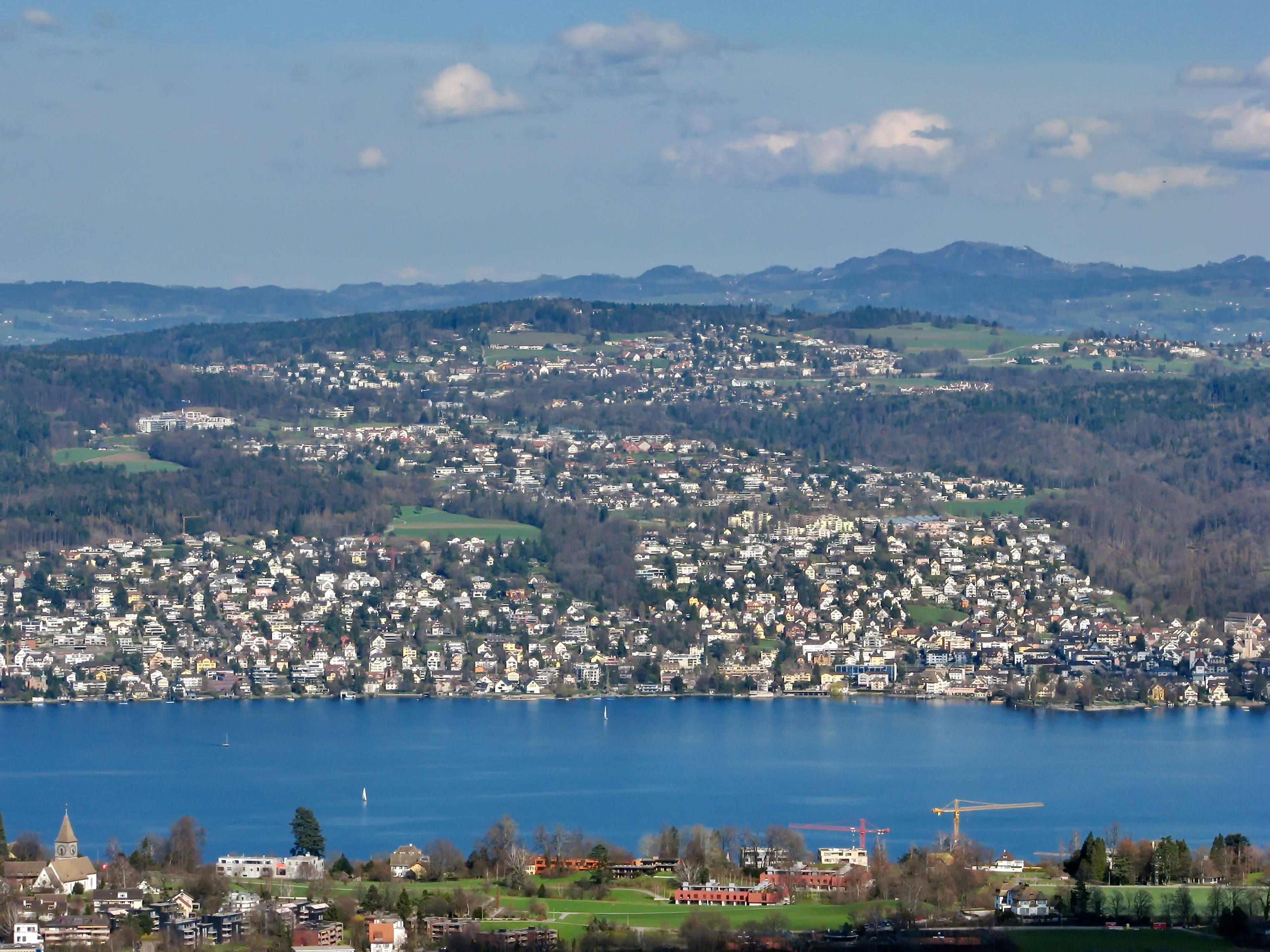

瓦斯山（Wassberg），是瑞士的山峰，位於該國北部，由蘇黎世州負責管轄，處於蘇黎世湖和格赖芬湖之間，距離普凡嫩施蒂爾山2.3公里，海拔高度728米。